# Cayaponia biflora
Cayaponia biflora är en gurkväxtart som beskrevs av Célestin Alfred Cogniaux och Hermann August Theodor Harms. Cayaponia biflora ingår i släktet Cayaponia och familjen gurkväxter. Inga underarter finns listade i Catalogue of Life.